# Quando si è qualcuno
Quando si è qualcuno è un'opera teatrale in tre atti di Luigi Pirandello, rappresentata per la prima volta al Teatro Odeon di Buenos Aires il 20 settembre 1933.

## Trama
L'opera, di forte sapore autobiografico, racconta del dramma interiore di un uomo anziano, un poeta oramai affermato, che si trova combattuto se vivere la passione e il sentimento che nutre per la giovane Verroccia, e con esso gioire della forza vitale che solo l'amore può dare, o rimanere imprigionato nella sua figura di uomo distinto ed affermato, che l'ha tuttavia reso "qualcuno".
Nelle due figure si ravvisano quelle di Pirandello stesso e dell'attrice Marta Abba, attrice con la quale, per lungo tempo, intrattenne una relazione epistolare, ma alla quale non fu mai legato, nonostante nutrisse profondi sentimenti (vedi articolo "L'atroce notte di Como"). Marta Abba fu interprete della prima italiana dell'opera.